# دمبو سیلا
دمبو سیلا (انگلیسی: Dembo Sylla؛ زادهٔ ۱۰ نوامبر ۲۰۰۲) بازیکن فوتبال زاده فرانسه اهل گینه است.
از باشگاه‌هایی که در آن بازی کرده است می‌توان به باشگاه فوتبال استاد لاوالوا و باشگاه فوتبال لوریان اشاره کرد.
وی همچنین در تیم ملی فوتبال گینه بازی کرده است.